# No Control
Albums de Bad Religion
Suffer
(1988) Against the Grain
(1990)
No Control est le quatrième album de Bad Religion, sorti en 1989 chez Epitaph.
L'album s'est vendu à plus de 60 000 copies dans le monde et est souvent considéré comme un classique du punk hardcore. 

## Liste des morceaux
| No  | Titre                            | Durée |
| --- | -------------------------------- | ----- |
| 1.  | Change of Ideas                  |       |
| 2.  | Big Bang                         |       |
| 3.  | No Control                       |       |
| 4.  | Sometimes I Feel Like... *?!%+!* |       |
| 5.  | Automatic Man                    |       |
| 6.  | I Want to Conquer the World      |       |
| 7.  | Sanity                           |       |
| 8.  | Henchman                         |       |
| 9.  | It Must Look Pretty Appealing    |       |
| 10. | You                              |       |
| 11. | Progress                         |       |
| 12. | I Want Something More            |       |
| 13. | Anxiety                          |       |
| 14. | Billy                            |       |
| 15. | The World Won't Stop             |       |

## Composition du groupe pour l'enregistrement
- Greg Graffin, chant
- Brett Gurewitz, guitare
- Greg Hetson, guitare
- Jay Bentley, basse
- Pete Finestone, batterie